# شارل لاوران
شارل لوئی آلفونس لاوران (به فرانسوی: Charles Louis Alphonse Laveran) ‏زیست‌شناس فرانسوی برنده جایزه نوبل فیزیولوژی و پزشکی در سال ۱۹۰۷ به خاطر مطالعه پروتوزوآهای انگلی بود.